# Військова частина № 10003

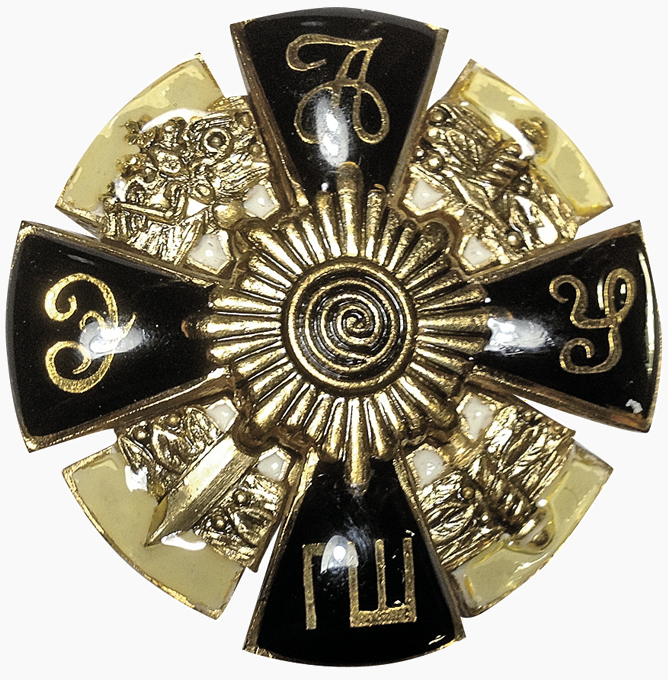
Нагрудний знак «Експертно-аналітичне управління Генерального штабу ЗС РФ»

В/ч 10003, Експертно-аналітичне управління Генерального штабу Збройних Сил Російської Федерації (рос. Экспертно-аналитическое управление Генерального штаба Вооружённых Сил Российской Федерации, войсковая часть № 10003) — умовне позначення військової частини, підрозділу Міністерства оборони СРСР (потім — Міністерства оборони РФ), створеного в 1989 році для вивчення можливостей військового використання паранормальних явищ.
Ініціатором створення цього підрозділу був начальник Генерального штабу Збройних сил СРСР генерал Михайло Моїсеєв. Керівником підрозділу був призначений полковник Олексій Юрійович Савін (1989—2004 рр.).
Оцінку рівня феноменальних можливостей людської психіки в.ч. № 10003 виробляли на підставі напрацювань академіка Ю. В. Гуляєва, професора Е. Е. Годіка, цим питанням також займався академік М. Д. Дев'ятков.
У 1990 р. тільки на «філософський» напрямок «в/ч 10003» було виділено близько 5 млн. рублів (при валютному курсі 60 коп. за 1 дол. США). При Держкомітеті СРСР з науки і техніки при безпосередній участі «в/ч 10003» було створено МНТЦ «Вент», яке займалося, зокрема, вивченням «торсіонних полів».
За твердженням О. Ю. Савіна, на початку 1990-х років була отримана «екстрасенсорна інформація» про можливий ядерний вибух у районі Глазго, про що було нібито повідомлено владі Великої Британії.
О. Ю. Савін заявив, що під час Першої чеченської війни його підлеглі виявляли мінні поля чеченських бойовиків, визначали місцезнаходження їх командних пунктів, напрямки їх атак. У 1997 році «в/ч 10003» отримала статус «управління», а Савіну О. Ю. було присвоєно звання «генерал-лейтенант».
Діяльність «в/ч 10003» піддалася різкій критиці з боку Едуарда Павловича Круглякова, голови Комісії боротьби з лженаукою і фальсифікацією наукових досліджень.
У 1997 році в.ч. 10003 отримало статус управління Генерального штабу, був сформований штат складений з двох генералів і восьми полковників, які контролювали діяльність понад 120 солідних організацій та відомств учасників проекту. До 2000 р. управління налічувало понад півсотні людей, половина з яких були цивільні особи. На початку 2000-х діяльність управління піддалася різкій критиці з боку Едуарда Круглякова — голови Комісії по боротьбі з лженаукою і фальсифікацією наукових досліджень й деяких інших, що призвело до розформування управління до кінця 2003 р..
Хоча в кінці 2003 року «в/ч 10003» була офіційно ліквідована, але виникла діяльність інтелектуального клубу «Команда 10003» з безпосередньою участю згаданого Савіна О. Ю..
Аналогічні дослідження велися на замовлення Міністерства оборони США і ЦРУ в рамках проекту «Зоряна брама» (англ. Stargate Project) в 1972—1995 роках і були припинені у зв'язку з безперспективністю.
Секретні раніше кадри фільмування у в.ч.10003 дослідів впливу гіпнозу з офіцерами СРСР вперше продемонстровані в документальних фільмах «Код унікальності» та «Поклик безодні».

## Відомі особи
- капітан I рангу Бузинов О. С.
- полковник Самойлов В. П.
- полковник Храпков В. Б.
- генерал-лейтенант О. Ю. Савин